# Izkor, les esclaves de la mémoire

Izkor, les esclaves de la mémoire  est un film documentaire de Eyal Sivan sorti en 1991.

## Synopsis
En hébreu "Izkor" signifie "souviens-toi", le sujet du film est le devoir de mémoire collective dans la société israélienne juive.
L'enracinement de cette mémoire, ses origines, ainsi que son déploiement dans la vie jusque dans ses petits détails y est observée par le prisme d'un cadre temporel défini : le mois d'avril 1990, pendant lequel se déroule quatre grands moments importants de la vie juive israélienne. 
Ce mois de fêtes et de commémorations s'ouvre avec Pessa'h - fête de la liberté - pendant laquelle est célébrée l'Exode hors d'Égypte, suivi du Jour de la commémoration de la Shoah et de l'Héroïsme à la mémoire des Juifs victimes du Génocide; puis du Jour de la commémoration des soldats du Tsahal morts pour la patrie et se termine avec le Jour de l'Indépendance, fête nationale.
Pendant cette période de l'année, un élan total traverse l'enseignement impliquant pleinement les écoles maternelles comme les lycées dans les préparatifs de ces différents rituels d'hommages aux ancêtres ainsi qu'à la nation. 
La question de la mémoire collective comme processus de formation des plus jeunes et plus largement comme conditionnement de la jeunesse est alors analysée dans une approche tendant à ne prendre aucun parti mais plutôt à poser un regard qui questionne, avec parfois l'innocence des enfants interrogés par le réalisateur.
Le documentaire est ponctué par des extraits d'entretien avec l'intellectuel Yeshayahou Leibovitz quelques mois avant le décès de celui-ci.

## Fiche technique
- Titre original : יזכור – עבדים של הזיכרון
- Titre anglais : Remembering - Slaves of Memory
- Réalisation : Eyal Sivan
- Image : Roni Katzenelson
- Son : Rémy Attal
- Montage : Jacques Cometz, Sylvie Pontoizeau
- Format : couleur - 4:3 - 16 mm
- Durée : 97 minutes
- Genre : Documentaire
- Langue originale : hébreux
- Société de production : Reha Film, Adam Productions,  IMA Productions, Les Films d'Ici
- Année de sortie : 1991